# Mendidius pseudatricolor
Mendidius pseudatricolor är en skalbaggsart som beskrevs av Nikritin och Kobakov 1979. Mendidius pseudatricolor ingår i släktet Mendidius och familjen Aphodiidae. Inga underarter finns listade i Catalogue of Life.